# 交響曲第8番 (リース)
交響曲 第8番 変ホ長調WoO.30（こうきょうきょく だい8ばん へんほちょうちょうWoO.30）は、フェルディナント・リースが作曲した6番目の交響曲である。

## 楽曲構成
第1楽章：Adagio con moto - Allegro vivace
第2楽章：Andante con moto
第3楽章：Scherzo: Vivace
第4楽章：Finale: Allegro
| サブスタブ | この項目は、まだ閲覧者の調べものの参照としては役立たない、書きかけの項目です。この項目を加筆・訂正などしてくださる協力者を求めています。このテンプレートは分野別のサブスタブテンプレートやスタブテンプレート（Wikipedia:分野別のスタブテンプレート参照）に変更することが望まれています。 |